# Licet dudum
Mit der Päpstlichen Bulle Licet dudum vom 18. Dezember 1312 legte Papst Clemens V. nach dem Verbot und der Vermögensüberschreibung des Templerordens eine Regelung zum Umgang mit dessen Privilegien fest.
Im Vorfeld dieser Päpstlichen Bulle stand die Auflösung (Bulle Vox in excelso) des Templerordens und die Vermögensübertragung (Bulle Ad providam) an den Johanniterorden.
In der Bulle geht es hauptsächlich um die Beilegung des Streites zwischen dem französischen Episkopat und dem  Heiligen Stuhl. Der Papst forderte die Kardinäle und Bischöfe auf, die erworbenen Privilegien an den Johanniterorden zu übertragen. Er ermahnte sie zum Gehorsam und warnte vor einer Schwächung der Johanniter, der durch die Verweigerung der Vermögensübergabe entstehen könne.